# 尖吻羊舌鮃
尖吻羊舌鮃為輻鰭魚綱鰈形目鰈亞目鮃科的其中一種，為溫帶海水魚，分布於西北太平洋日本海域，體長可達22公分，棲息在底層水域，生活習性不明。

## 扩展阅读
維基物種上的相關：尖吻羊舌鮃